# Westfield (New Jersey)
Westfield – miejscowość w hrabstwie Union w stanie New Jersey w USA.
Według spisu powszechnego z roku 2000 ma ok. 29,6 tys. mieszkańców.

## Geografia
- Współrzędne geograficzne Westfield to 40°38'60" N, 74°20'35" W (40.649869, -74.343183).
- Według United States Census Bureau, miejscowość ma powierzchnię 17,5 km² z czego 17,4 km², to ląd, a 0,1 km² to woda. Woda stanowi 0,30% powierzchni.

## Demografia
- Według danych z roku 2000 miejscowość ma 29 644 mieszkańców. Gęstość zaludnienia to 1,700 os./km².
- Struktura rasowa ludności;
  - Rasa:
    - Biali – 89,98%
    - Azjaci – 4,08%
    - Czarna/Afroamerykanie – 3,88%
    - Latynosi/pochodzenia hiszpańskiego dowolnej rasy – 2,82%
    - Indianie/rdzenni Amerykanie – 0,09%
    - Oceania – 0,01%
    - Inne – 0,62%
    - Dwie lub więcej – 1,33%
- Średni dochód:
  - Gospodarstwo domowe – 98,390 USD
  - Rodzina – 112,145 USD
  - Mężczyźni – 82,420 USD
  - Kobiety – 45,305 USD
  - Osoby poniżej progu ubóstwa – 2,7%
  - Rodziny poniżej progu ubóstwa – 1,7%
  - Osoby poniżej progu ubóstwa w wieku 18 lat lub młodsze – 3,3%
  - Osoby poniżej progu ubóstwa w wieku 65 lat lub starsze – 3,1%